# Anti-colorados
«Anti-colorados» — український блогер, що зберігає свою анонімність, автор проекту популярного інформаційно-аналітичного українсько- та російськомовного інтернет-ресурсу «Линия обороны» та декількох блогів на інших ресурсах. Статті з блогів автора широко передруковуються декількома українськими виданнями, озвучуються на YouTube каналі «Самый сок 2». Анонімність блогера Anti-colorados колектив сайту «лінія оборони» пояснює так:

| … ми не прагнули і не прагнемо переконувати, ми хочемо пробудити потребу самостійного мислення, без опори на авторитетів, і самі не бажаємо ставати авторитетами. Тому ми навмисно знеособили авторство текстів, оскільки нам не потрібна популярність, яка часто потім конвертується в гонорари або політичну кар'єру. Нам це не потрібно, оскільки ми маємо нашу Лінію і наш прапор. Цього — достатньо і цього не змогли зрозуміти ті, хто надсилав нам пропозиції, від яких неможливо відмовитися. А таких було кілька. Більша частина їх — перед виборами 2019 року[6]. Оригінальний текст (рос.) … мы не стремились и не стремимся убеждать, мы хотим пробудить необходимость самостоятельного мышления, без опоры на авторитетов, и сами не желаем становиться авторитетами. Поэтому мы намеренно обезличили авторство текстов, поскольку нам не нужна популярность, которая очень часто потом конвертируется в гонорары или политическую карьеру. Нам это не нужно, поскольку у нас есть наша Линия и наш флаг. Этого — достаточно и этого не смогли понять те, кто присылал нам предложения, от которых невозможно отказаться. А таких было несколько. Большая их часть — перед выборами 2019 года. |
Перша стаття блогера на ресурсі «Линия обороны» датована 18 червня 2015 року. Загалом створено понад 2 тисячі статей. Щомісячно їх читають понад 1 млн читачів. З урахуванням ресурсів, які регулярно публікують ці статті, охоплюєтеся аудиторія 7-10 млн читачів. Найбільша аудиторія міститься в Україні, решта — США, Росія, Німеччина тощо. Автор надає шпальта ресурсу початківцям для випробування своїх можливостей у публіцистиці. Друкувався на «Лінії оборони» практично до самої смерті український письменник Тимур Литовченко, перу якого завдячують розділи «Тимур», а також «36 Стратегем» та «Абетка бойової пропаганди» ресурсу. Діяльність автора у жанрі гострої публіцистики заявлена до перемоги у війні з Росією.

## Блог
Тематика блогу охоплює питання, пов'язані з Україною, сучасною російською агресію проти світу, актуальні міжнародні питання. Блогам автора притаманні український патріотизм, жорсткість оцінок та іронія.